# Pau de sebo

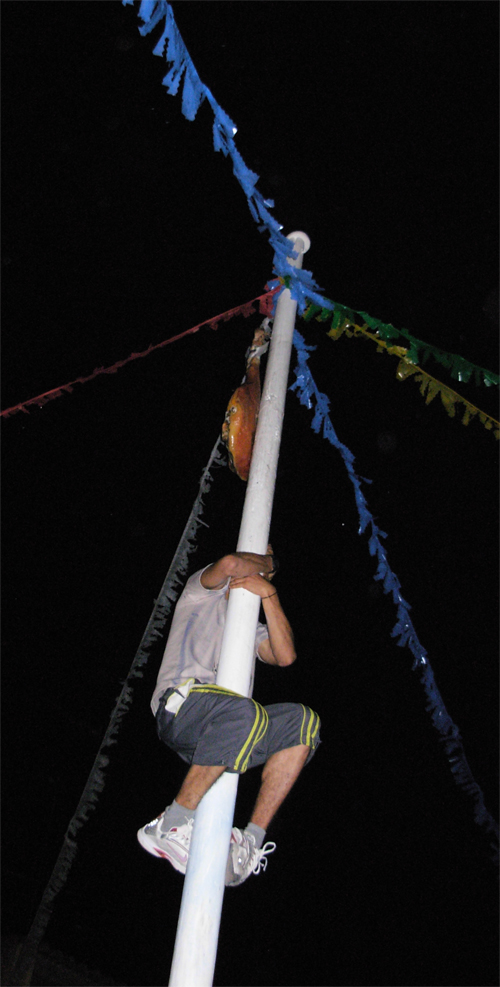
Escalada ao pau ensebado

O pau-de-sebo, cocanha ou mastro de cocanha, ou ainda poste engraxado, é um mastro untado de sebo (gordura animal) que se presta a uma atividade recreativa típica das Festas Juninas. A brincadeira consiste em subir ao alto dum mastro de madeira alto com o objetivo de alcançar o prêmio colocado no topo. 

## Origem e descrição
A brincadeira, de origem portuguesa, consiste em tentar subir em um tronco reto e liso previamente banhado de sebo ou graxa, ou qualquer outra substância gordurosa, para tentar apanhar um prêmio que se encontra em seu topo. A altura pode chegar a mais de oito metros e são permitidos truques, tal como trabalho em equipe onde um sobe no ombro do outro tentando ganhar altura. Na maioria das vezes não se consegue o prêmio, mas sim muita sujeira e melação.
A tradição mantém-se viva em Portugal, na Póvoa de Varzim, por ocasião das festas em honra da Imaculada Conceição, em que o prémio, que encima o pau de 10 metros, é um cabaz de produtos tradicionais de Natal. O prémio é atribuído, por inteiro e absoluto, ao vencedor que chegue ao cimo do pau primeiro.  
É uma diversão para todos que desejem participar, ao contrário do que sucedia antigamente, quando apenas homens poderiam escalar o pau. Ao final da prova, depois consumada a escalada, o prêmio, que geralmente é em importância viva, também pode ser distribuído entre os festejantes sob a forma de comes e bebes.

## Presença no Brasil Holandês
Trazida pelos portugueses ao Brasil, foi uma das tradições que escandalizaram os batavos durante a invasão holandesa do Brasil. De acordo Evaldo Cabral de Mello em sua obra "O Brasil Holandês":

Os portugueses nos lugares que se renderam por acordo exorbitam tanto da liberdade de sua religião, como acontece na Paraíba, que não se contentam com o culto desimpedido dentro das paredes dos templos mas ostentam publicamente nas ruas as suas procissões e espetáculos em honra dos seus santos. Entre outras coisas fincam um poste com uma bandeira no topo, dando-se um prêmio ao que a tirar, o que causa grande escândalo entre os nossos.— Evaldo Cabral de Mello